# Hať (okres Berehovo)
Hať, ukrajinsky Гать, maďarsky Gát, je obec na Ukrajině,v Zakarpatské oblasti, v okrese Berehovo, v městské komunitě Berehovo. V roce 2001 zde žilo 3122 obyvatel, z toho 2941 obyvatel, tj. 94,2 % bylo maďarské národnosti.

## Historie
Název vesnice zřejmě pochází ze slovanského slova "hať" – v této kdysi bažinaté oblasti kolem velkého, nyní vypuštěného, jezera Serne se lidé usazovali a vyklízeli půdu získanou z bažiny. Taková země byly pro mongolskou hordu, která ve 13. století ničila vesnice v regionu, prakticky nedostupná.
Do uzavření Trianonské smlouvy byla obec součástí Uherska, poté byla součástí první československé republiky. V letech 1938 až 1944 byla obec (v důsledku první vídeňské arbitráže) součástí Maďarského království. Od roku 1945 byla obec součástí Ukrajinské sovětské socialistické republiky, která byla součástí SSSR. Od roku 1991 je obec součástí nezávislé Ukrajiny.